# Simfonia núm. 6 (Sallinen)
La simfonia núm. 6, From a New Zealand Diary, op. 65, és una composició orquestral del compositor finlandès Aulis Sallinen, que va escriure la peça del 1989 al 1990. L'Orquestra Simfònica de Nova Zelanda, la institució que la va encarregar, va estrenar l'obra el 6 de setembre de 1990 a Napier, sota la batuta de l'antic defensor de Sallinen, Okko Kamu. Sallinen i la seva dona havien fet vacances a Nova Zelanda l'any anterior, proporcionant al compositor la inspiració per a la simfonia, que, tot i que ha estat correctament simfònica en abast i en estructura, ha estat descrita com a "pintura de tons"; de fet, cadascun dels quatre moviments conté un títol descriptiu, inusual per a una simfonia de Sallinen.

## Instrumentació
Segons l'editor, Novello & Co, la simfonia núm. 6 està escrita per a la següent instrumentació:
- Vent de fusta: 3 flautes (2 doblant piccolo), 3 oboès (1 doblat amb corn anglès), 3 clarinets en si ♭ (doblat per 1 clarinet en mi ♭, 1 doblat clarinet baix en si ♭), 3 fagots (1 doblat en contrafagot)
- Llautó : 4 trompes en fa, 3 trompetes en si ♭, 3 trombons, 1 tuba
- Percussió : timbals, percussionistes
- Cordes : violins, violes, violoncel, contrabaixos, arpa, celesta

## Estructura
La simfonia es divideix en quatre moviments:
1. The Islands of the Sounds. The Sounds of the Islands (attacca)
2. Air, Rain
3. Kyeburn Diggings (attacca)
4. Finale, "Simply by sailing in a new direction / You could enlarge the world" (Allen Curnow)

## Enregistraments
Fins ara, la simfonia núm. 6 ha rebut dos enregistraments, el primer dels quals és del 1992 amb Okko Kamu dirigint l'Orquestra Simfònica de Malmö amb el segell BIS. El director d'orquestra finlandès Ari Rasilainen també ha enregistrat la simfonia com a part del compendi de les obres orquestrals de Sallinen de la Classic Produktion Osnabrück. La sisena simfonia s'uneix al concert per a violoncel (op. 44, 1977) en el volum final de la sèrie CPO.
| Conductor      | Orquestra                         | Curs | Lloc de gravació                  | Durada | Etiqueta (disponible a)                         |
| -------------- | --------------------------------- | ---- | --------------------------------- | ------ | ----------------------------------------------- |
| Okko Kamu      | Orquestra Simfònica de Malmö      | 1990 | Sala de concerts de Malmö (Malmö) | 42:47  | BIS (511 Arxivat 2020-10-26 a Wayback Machine.) |
| Ari Rasilainen | Orquestra Simfònica de Norrköping | 2003 | De Geerhallen (Norrköping)        | 39:33  | CPO (999.971-2)                                 |